# Project Management Professional
Project Management Professional (PMP) ist ein englischsprachiger Titel, der von zertifizierten Fachkräften aus dem Projektmanagement getragen wird und durch das Project Management Institute (PMI) vergeben wird. Der PMP, sowie weitere Titel und Bezeichnungen, die durch das PMI verwendet werden, sind eingetragene Handelsmarken, d. h. die offizielle Abkürzung lautet PMP®.
Der PMP gehört zu den drei bekannten Zertifizierungen im Projektmanagement. Die anderen beiden Zertifizierungen sind die Qualifizierung nach Vorgaben der International Project Management Association (IPMA) und die Zertifizierung nach PRINCE2.

## Kennzahlen
Die meisten PMPs (Stand 2020) stammen aus den USA (36,6 %), gefolgt von China (23,2 %), Kanada (6,4 %), Indien (4,7 %), Japan (4,2 %) und Brasilien (2,1 %). In Europa ist der PMP im Vergleich – auch wegen der europäischen Projektmanagementmethoden PRINCE2 und  IPMA ICB – weniger stark verbreitet, mit ca. 15.000 Zertifizierten in Deutschland, ca. 4.500 in der Schweiz und ca. 1.100 in Österreich.

### Übersicht Kennzahlen (Stand 2023)
(Quelle: )
- PMP-Zertifizierungen, weltweit: Über 1,4 Mio.
- Alle Zertifizierung nach PMI: Über 1,6 Mio.
- Mitglieder, weltweit: 694.154

- Chapter-Mitglieder, weltweit: 301.962

- Mitglieder in Deutschland: 10.554

- Chapter-Mitglieder, PMI Germany Chapter: 3.420

## Normierung
Die PMP-Zertifizierung wird von den internationalen Normen ISO 9001 und die Personenqualifizierung ISO/ANSI 17024 (Konformitätsbewertung – Allgemeine Anforderungen an Stellen, die Personen zertifizieren) anerkannt. Des Weiteren ist das PMI Teil des Technical Committee der Projektmanagementnorm ISO 21500.

## Ablauf der Zertifizierung (Prüfung)

### Vorbemerkung
Die Inhalte der Zertifizierung und damit angeschlossene Prüfung ändern sich alle Jahre. Das PMI empfiehlt sich stets über die aktuellen Prüfungsvoraussetzungen, Inhalte, Anforderungen usw. zu informieren. Dies gilt auch für die Literatur zur Prüfungsvorbereitung, siehe unten. Die Beschreibung im folgenden Text basiert auf Informationen aus dem Jahr 2020.

### Voraussetzungen
Das PMI hat zwei Kategorien von Testkandidaten definiert, die sich hinsichtlich Bildungsgrad und Erfahrung im Projektmanagement unterscheiden:
- Kategorie 1: Der Kandidat hat zum Zeitpunkt des Antrags einen einem Baccalaureate Degree gleichgestellten Abschluss (in Deutschland: (Fach-)Hochschulabschluss oder höher) sowie im Zeitraum der letzten 8 Jahre Erfahrung in leitender Funktion im Projektmanagement im Umfang von mindestens 36 Monaten gesammelt.

- Kategorie 2: Der Kandidat hat zum Zeitpunkt des Antrags keinen einem Baccalaureate Degree gleichgestellten Abschluss (in Deutschland: (Fach-)Abitur oder Lehre) sowie im Zeitraum der letzten 8 Jahre Erfahrung in leitender Funktion im Projektmanagement im Umfang von mindestens 60 Monaten gesammelt.
- Beide Kategorien: Der Kandidat muss mindestens 35 Stunden projektmanagementspezifischer Ausbildung nachweisen.

### Verlauf
Der Prüfungstermin kann während normaler Arbeitszeiten weitgehend beliebig festgelegt werden. Innerhalb von 230 Minuten sind 180 Multiple-Choice-Fragen zu beantworten. Zu jeder Frage gibt es vier mögliche Antworten, von denen genau eine richtig ist. Manchmal scheinen mehrere Antworten korrekt zu sein. Gibt es mehr als eine Antwortmöglichkeit, die grundsätzlich richtig ist, ist der Fragestellung entsprechend z. B. die Bestmögliche auszuwählen. Die Teilnehmer müssen nach einem gewichteten Auswertungsverfahren einen entsprechenden Prozentsatz der Fragen korrekt beantworten. Dieser Passing Score wird seit 2006 vom PMI nicht mehr veröffentlicht. Bis 2006 lag er bei 69 %, aktuell (2020) wird vermutet, dass man mit einem Wert zwischen 63 und 66 % besteht. Von den 180 Fragen werden 175 gewertet. Die restlichen 5 Fragen sind neue Fragen des PMI, welche evtl. zu einem späteren Zeitpunkt in den Testfragenpool aufgenommen werden. Zum Zeitpunkt der Prüfung erfährt der Kandidat nicht, um welche es sich handelt. Das Prüfungsergebnis wird den Teilnehmern sofort nach Abschluss der Prüfung bekannt gegeben. Teilnehmer, welche die Prüfung nicht auf Anhieb bestehen, erhalten die Möglichkeit zu zwei weiteren Tests ohne erneutes Zulassungsverfahren und zur Hälfte des Initialpreises. Nach erfolgreicher Durchführung der Prüfung sind die Absolventen berechtigt, das Kürzel PMP hinter dem Namen zu tragen.

### Inhalte
Für die Beantwortung der Fragen in der Prüfung sind einerseits das Wissen aus dem PMBOK-Guide, andererseits Transferleistungen aus dem realen Projektalltag notwendig. Beispielsweise wird eine Projektsituation geschildert, aus der man ableiten muss, in welcher Phase nach PMBOK Guide man sich derzeit befindet. Nur mit diesem Wissen kann man dann die korrekte Antwort auswählen. Im dritten Anforderungsbereich müssen Fragen zu Themen des allgemeinen Wissens aus dem weiteren Themenbereich Projektmanagement beantwortet werden. Ein solches Thema könnte beispielsweise die Maslowsche Bedürfnishierarchie sein.

### Prüfungssprache
Die offizielle Prüfungssprache ist Englisch, Übersetzungshilfen gibt es in vielen weiteren Sprachen, darunter Deutsch.

## Gültigkeit und Rezertifizierung
Der Status als PMP wird für einen Zeitraum von drei Jahren verliehen. Um sich über diesen Zeitraum hinaus rezertifizieren zu lassen, müssen PMPs 60 Professional Development Units (PDUs) sammeln, um ihren Status für den nächsten Drei-Jahres-Zyklus zu verlängern. Eine PDU entspricht dabei einer Stunde Weiterbildung. PDUs können beispielsweise über die Teilnahme an Trainings, an Fach-Veranstaltungen oder durch Selbststudium erworben werden. Diese Lerneinheiten werden indirekt, d. h. sporadisch oder basierend auf Grenzwerten (z. B. Eingabe vieler PDUs auf einmal) geprüft. Es muss dann ein Nachweis gebracht werden. Das PMI bietet für die Verwaltung eine Online-Plattform names Continuing Certification Requirements System (CCRS) an.

### Continuing Certification Requirements System (CCRS)
Das CCRS, übersetzt in etwa "System der fortlaufenden Zertifizierungsanforderungen", ist ein Online-Dashboard des PMI für die Verwaltung von PDUs. Es soll anhand eines Beispiels anschaulich gezeigt werden, wie PDUs verwaltet werden. Die Sprache ist Englisch. Das offizielle Continuing Certification Requirements (CCR) Handbook des PMI bietet weitere Details.
| Activities             | PDUs required   | PDUs current | Information         | Data           | Data         | Data                     |
|                        |                 |              | Credentials:        | #IDxxx         |              |                          |
| Education              | 35 minimum      |              | Status:             |                |              |                          |
| Ways of working        | 8 minimum (>=)  | 0            | Earned:             | 1. May 2023    |              |                          |
| Power Skills           | >=8             | 0.5          | Renewal date:       | 30. April 2026 |              |                          |
| Business Acumen        | >=8             | 4            | Days until renewal: | 824            |              |                          |
| Giving Back            | 25 maximum (<=) |              | PDUs:               | 60 required    | 28.5 applied | 31.5 remaining           |
| Work as a Practitioner | <=8             | 8            | Claims:             | 4 approved     | 0 rejected   | 0 needs more information |
| Others Giving Back     | <=17            | 16           |                     |                |              |                          |
| Total:                 | 60              | 28.5         |                     |                |              |                          |

Das Beispiel zeigt folgendes. Der PMP hat sein Zertifikat am 1. Mai 2023 erhalten. Es bleiben drei Jahre (Zieltag: 30. April 2026) minus abgelaufener Zeit (Stand 4. Dezember 2023), d. h. 824 Tage um die (mindestens) 35 PDUs über Training (Education) und die (maximal) 25 PDUs über Aktivitäten aus der Praxis (Beruf) zu erlangen. Es wurden bereits 28.5 PDUs erreicht, d. h. es bleiben noch 31.5 PDUs offen. Ein PMP hat somit nach z. B. 9 Jahren mindestens 3*60 = 180 Unterrichtseinheiten Weiterbildung erarbeitet. PDUs, die über die geforderten 60 hinausgehen, werden übernommen.

## Verhaltenscodex
Zertifizierte PMPs unterwerfen sich einem Verhaltenscodex (Code of Ethics & Professional Conduct).

### Aktuelle Werke
- Die Inhalte des Gesamtwerks, der PMBOK-Guide, siehe dort.
- Jennifer Greene, Andrew Stellman: Head First PMP: A Learner’s Companion to Passing the Project Management Professional Exam. 4. Auflage. O’Reilly Media, Sebastopol, CA 2018, ISBN 978-1-4920-2959-5 (englisch).
- Thomas Wuttke, Peggy Gartner: Das PMP®-Examen: die gezielte Prüfungsvorbereitung: Examens-Update 2021. 10.  Auflage. mitp, Frechen 2021, ISBN 978-3-7475-0108-5.

### Ältere Werke
- Rita Mulcahy: PMP Exam Prep: Accelerated Learning to Pass PMI’s PMP Exam. Eighth edition Auflage. RMC Publications, Inc, S.l. 2013, ISBN 978-1-932735-65-9 (englisch).